# Mexikos herrlandslag i basket

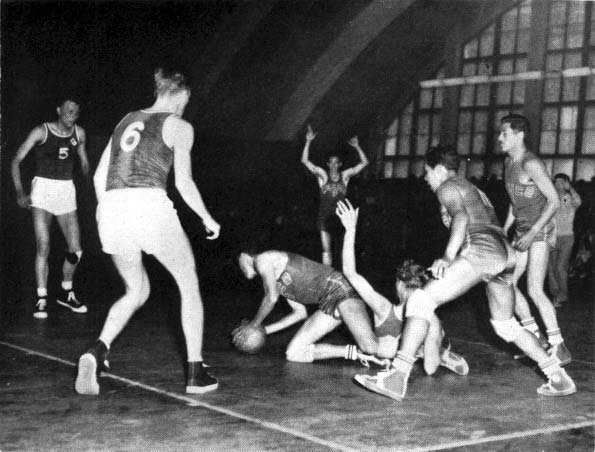
Finland-Mexiko vid 1952 års olympiska turnering i Helsingfors.

Mexikos herrlandslag i basket (spanska: Selección de baloncesto de México) representerar Mexiko i basket på herrsidan. Laget tog olympiskt brons 1936.

### Fotnoter
1. ↑  Todor Krastev (21 mars 1936). ”Men Basketball Olympic Games Berlin (GER) 1936 - 07.08 - 14.08 Tennis Stadium” (på engelska). Sport Statistics. Arkiverad från originalet den 23 juni 2015. https://web.archive.org/web/20150623213413/http://todor66.com/basketball/Olympic/Men_1936.html. Läst 24 juni 2015.